# Hiama River
Hiama River är ett vattendrag i Guyana.   Det ligger i regionen Essequibo Islands-West Demerara, i den norra delen av landet, 40 km söder om huvudstaden Georgetown.